# Marcel Forestier
Pour les articles homonymes, voir Forestier (homonymie).
Marcel Forestier, né au Raincy le 15 juin 1896 et mort dans le 15e arrondissement de Paris le 5 juillet 1976, est un prêtre dominicain et un aumônier important du scoutisme. Il est connu pour avoir été l'un des pionniers du scoutisme. Il sera mis à l’écart du scoutisme pour ses prises de position lors de la préparation des réformes Pionnier-Ranger au sein des Scouts de France.

## Biographie

### Première Guerre mondiale
En 1914, il est mobilisé comme officier d'artillerie à 19 ans. C'est à cette période que Marcel Forestier découvre l'ordre religieux des dominicains. Durant le conflit, il fait une rencontre qui marquera toute sa vie : celle de Paul Doncœur.
Revenu de la guerre en 1918, il se met au travail comme cadre dans l'industrie, emploi qu'il gardera jusqu'en 1926, pour subvenir aux besoins de sa famille, il rentrera donc dans le tiers-ordre dominicain avant de rentrer au noviciat.

### Le Scoutisme
Marcel entend parler des premières troupes de Scouts de France dans les années 1920, Il fonde alors la 1re Villemomble en 1922. Le QG le remarque et il entre en contact avec le père Sevin dont il apprécie fortement l'esprit, c'est aussi à cette époque qu'il fait connaissance du Général de La Porte du Theil qui sera l'un des grands organisateurs des Chantiers de Jeunesse. Il a été totémisé Girafe Prudente.
Il s'intéresse aux premiers pas de la route et devient en 1924, le premier chef de clan d'Île-de-France. En 1925, il devient commissaire adjoint de la province d'Île-de France aux côtés de Macédo, avec pour mission de s'intéresser au Routisme pour que la méthode et les effectifs de routiers progressent. Il recontacte alors le père Doncœur qui participe également à l'aventure en créant le cercle Saint-Paul, cercle d'études pour les routiers.

### Les Ordres
Le 7 décembre 1926, Marcel Forestier réalise sa vestition pour la Province de France au noviciat dominicain d'Amiens, elle sera suivie par sa profession simple le 8 décembre 1927. Il réalise sa profession solennelle le 8 Décembre 1930 au Saulchoir à Kain en Belgique. Il recevra l'ordination sacerdotale le 29 juillet 1931 au Saulchoir.
Son nom de religieux sera Denis.
À la mort de du chanoine Cornette en 1936, le Père Forestier devient aumônier général des Scouts de France, poste qu'il occupera jusqu'en 1955.

### Seconde Guerre mondiale
Durant le conflit, le père Forestier, alors aumônier général, fera en sorte de rester dans le domaine "spirituel" et laisse la politique de côté. Il partage les idées de son ami, le père Doncœur, aumônier national de la Route de 1940 à 1945 sur la reconstruction d’un ordre chrétien. C'est la raison pour laquelle il prend part au controversé Pèlerinage des routiers au Puy-en Velay. 
Proche d'Henry Dhavernas, il partage ses idées sur le redressement de la jeunesse et il devient aumônier des Chantiers de Jeunesse.
De 1945 à 1955, il est aumônier général des SDF et s'oppose autant qu'il peut aux évolutions de la Route. Il est alors « remercié » par une lettre du QG qui lui signifie la cessation de ses fonctions. Cependant, en 1946, le père Forestier donne une nouvelle impulsion à la Conférence internationale catholique du scoutisme (CICS) en étant le principal acteur du dialogue entre les différents mouvements scouts catholiques.
En 1955, il devient prieur du Saulchoir et il restera au même couvent jusqu'à sa mort en 1976.

## Distinctions
- Croix de guerre 1914-1918
- Croix de guerre 1939-1945
- Médaille de la Résistance française[12]

## Ouvrages
- La Relève sur les tombes, Éditions Letouzet, 1926
- Scoutisme, méthode et spiritualité, Éditions du Cerf, 1940
- Jalons de route, Éditions "Revue des jeunes", 1942
- Scoutisme, route de liberté, Les presses d'Île-de-France, 1952, 1956 & 1964
- Scoutisme missionnaire, le chef témoin du Christ, Les presses d'Île-de-France, 1955